# Vim (editor di testo)
Vim (Vi IMproved, originariamente Vi IMitation) è un editor di testo open source e multipiattaforma, nato per fornire una versione migliorata dell'editor di testo vi, creato da Bill Joy.
La sua prima versione è stata scritta nel 1991 da Bram Moolenaar; le versioni successive hanno aggiunto numerose capacità, specialmente utili per la modifica di codice sorgente. Attualmente è molto diffuso tra programmatori ed utenti di sistemi operativi unix-like.
Da Vi mantiene la caratteristica di essere modale, ovvero di avere modalità diverse nelle quali i normali caratteri della tastiera hanno significato di inserimento testo o di comandi. In questo modo, è possibile usarlo senza far uso del mouse, né dei tasti meta, permettendo una velocità maggiore di scrittura, a prezzo di maggiore difficoltà di utilizzo da parte di nuovi utenti.

## Cronologia
| Data              | Versione | Pietra miliare |
| ----------------- | -------- | --- |
| 1988              | 1.0      | Basato su Stevie per Amiga, chiamato Vi IMitation, mai distribuito al pubblico.                                                                         |
| 2 novembre 1991   | 1.14     | Prima distribuzione per il pubblico, per Amiga sul dischetto Fred Fish #591.                                                                            |
| 1992              | 1.22     | Port per Unix. Vim ora è in competizione con Vi. È a questo punto che Vim divenne Vi IMproved.                                                          |
| 12 agosto 1994    | 3.0      | Gestione di finestre multiple. |
| 29 maggio 1996    | 4.0      | GUI (gVim). |
| 19 febbraio 1998  | 5.0      | Evidenziazione sintassi, scripting minimo (funzioni definite dall'utente, comandi ecc.).                                                                |
| 26 settembre 2001 | 6.0      | Code folding, plugin, multilingua, ecc. |
| 8 maggio 2006     | 7.0      | Controllo della sintassi, autocompletamento per i maggiori linguaggi di programmazione, visualizzazione a tab, undo a più livelli, grep integrato, ecc. |
| 12 maggio 2007    | 7.1      | Correzione di molti errori. |
| 9 agosto 2008     | 7.2      | Supporto per i numeri in virgola mobile, nuovi file di sintassi, ecc.                                                                                   |
| 15 agosto 2010    | 7.3      | Supporto per Lua e Python3, cifratura Blowfish. |
| 10 agosto 2013    | 7.4      | Correzione di errori, nuovo motore per le espressioni regolari, miglioramenti alle interfacce Python, migliorata la visualizzazione delle sintassi.     |
| 12 settembre 2016 | 8.0      | Aggiunto supporto a Microsoft Windows DirectX, supporto per JSON e GTK +3, supporto asincrono I/O.                                                      |
| 18 maggio 2018    | 8.1      | Supporto per la finestra del terminale e plugin gdb per il terminale.                                                                                   |
| 13 dicembre 2019  | 8.2      | Finestre popup, proprietà del testo. |
| 28 giugno 2022    | 9.0      | Vim9 script. |
| 2 gennaio 2024    | 9.1      | Supporto di classi e oggetti per Vim9 script, scorrimento fluido, testo virtuale.                                                                       |

## gVim

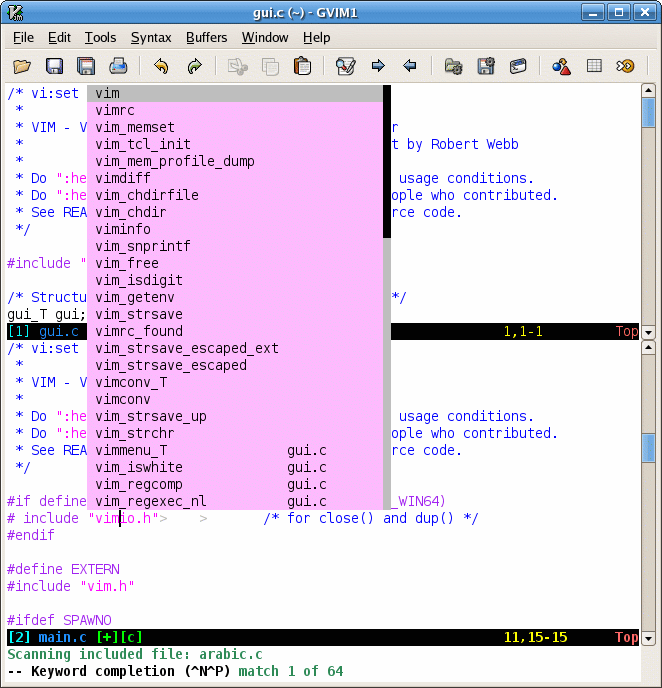
Una finestra di gVim

gVim (o gvim o GVim) è la versione di Vim dotata interfaccia grafica (e munita quindi di una normale barra dei comandi) ed è disponibile per Linux e Windows, mentre la corrispondente versione per macOS è denominata MacVim o Mac Vim.
gVim è l'abbreviazione di GUI Vim.